# Vladimír Krychtálek
Vladimír Krychtálek (27. ledna 1903 Brno – 22. dubna 1947 Praha) byl český novinář popravený za kolaboraci s nacistickým Německem během druhé světové války.

## Život

### Mládí
Vladimír Krychtálek se narodil 27. ledna 1903 v rodině železničního zřízence Aloise Krychtálka v brněnské Arnoldově ulici (dnes Zvonařka). Byl pokřtěn, ale v roce 1920 z římskokatolické církve vystoupil. Na reálce v Brně získal znalost plynné francouzštiny a školu ukončil vyznamenáním v roce 1921. Krátce pracoval u ČSD.

### Sportovec a novinářské počátky
V období 1921–1930 byl Vladimír Krychtálek aktivním sportovcem, jehož výsledky zaznamenával denní tisk. Byl členem AC Moravská Slavia Brno, sprinter na 100 a 200 m a člen sprinterských štafet. V letech 1924–1926 přispíval do týdeníku Sport Lidových novin, kde vedl rubriku o lehké atletice. Ve svých počátcích se Vladimír Krychtálek neomezoval jen na tisk - rozhlas uvádí v roce 1930 pětačtyřicetiminutový program „Čemu se lidé smějí“. Spolupracoval i s Lidovými novinami, kde v roce 1926 publikoval úvahu Krise amerického filmu.

### Novinář
V letech 1927–1930 pobýval Vladimír Krychtálek ve Francii a vycestoval do Číny. Odtud přispíval do Lidových novin, kde získal v roce 1931 zaměstnání jako redaktor v různých rubrikách. V září 1934 odjel do Moskvy jako zpravodaj Lidových novin. Své moskevské příspěvky podepisoval "Aleksejev", "Vladimír Aleksejev" a "V. Aleksejev". Jednalo se o několik typů textů:
- Anekdotické postřehy z běžného života v Sovětském svazu[7]
- Články pod názvy Úspěchy Sovětského svazu[8] a Problémy Sovětského svazu[9]
- Politické úvahy, především ve vztahu k hrozícím válečným konfliktům[10]
- Kulturní a hospodářská témata

Vladimír Krychtálek byl z Moskvy odvolán v květnu 1936. Těsně před odvoláním z Moskvy ještě přispěl do Lidových novin dvěma příspěvky pod vlastním jménem:
- 5. 4. 1936 v příspěvku Rusko a Evropa hodnotil v zásadě pozitivně Sovětský svaz, psal o nereálnosti neutrality a podporoval regionální bezpečnostní dohody.
- 14. 5. 1936 formuloval úvahu o další expanzi Německa (očekával ji směrem na Polsko). Upozornil na nevýhodnost dvoustranných paktů s Německem a na přednosti regionálních smluv.[11]

Následně se Vladimír Krychtálek stal zpravodajem Lidových novin v Jugoslávii, ale brzy byl odvolán a k 1. říjnu 1937 ukončil s Lidovými novinami pracovní poměr.
V roce 1937 se Vladimír Krychtálek stal redaktorem deníku agrární strany Venkov.
Po uzavření Mnichovské dohody byl v listopadu 1938 a počátkem března 1939 se souhlasem ministerského předsedy Rudolfa Berana vyslán k jednáním do Berlína.

### Kolaborant

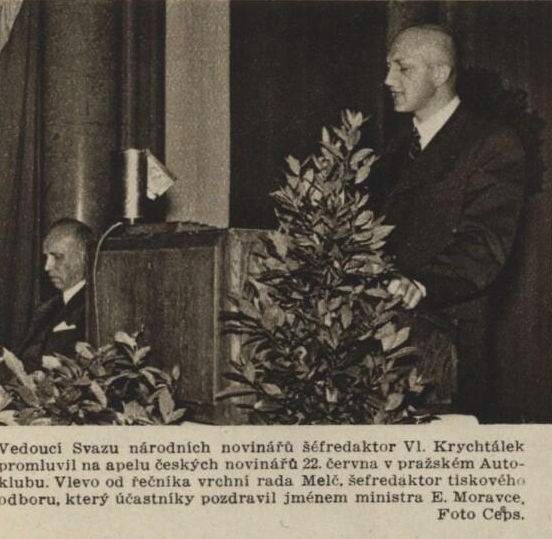
Vladimír Krychtálek při jednom z kolaborantských projevů, 1942

Již 17. března 1939, tedy pouhé dva dny po vzniku Protektorátu, byl Vladimír Krychtálek jako jeden ze zástupců přípravného výboru Národního svazu českých novinářů přijat tiskovým přidělencem říšského vyslanectví v Praze. Cílem bylo ujistit německou stranu o loajálnosti českého tisku. Dne 15. 5. 1939 se stal šéfredaktorem deníku Večer, který byl spolu s deníkem Venkov periodikem agrární strany.
Na podzim 1939 se Vladimír Krychtálek zúčastnil zájezdu českých novinářů na území poraženého Polska, na který se dobrovolně hlásil. Německou stranou byli čeští novináři usměrňováni, aby ve svých příspěvcích zdůrazňovali, že český národ se vyhnul útrapám války. Cílem jejich cesty byl Krakov, Lodž a Varšava; čeští novináři se od skupiny nesměli vzdalovat a nesměli ani vést rozhovory s obyvatelstvem.
Do celostátní politiky vstoupil Vladimír Krychtálek 13. září 1940, kdy se stal zmocněncem Národního souručenství pro propagandu a tisk.
Od 17. února 1942 do května 1945 byl Vladimír Krychtálek v čele Národního svazu novinářů, který sdružoval české protektorátní žurnalisty. V této funkci například pronesl 22. 6. 1942 na manifestaci Národního svazu novinářů po atentátu na Reinharda Heydricha projev. (V něm též uvedl, že rodinní příslušníci a příbuzní osob činných v zahraničí by měli být internováni.)
Vladimír Krychtálek byl šéfredaktorem deníků Venkov a později Večer, do kterých pravidelně přispíval svými aktivistickými články. Během Protektorátu napsal takových textů asi 300 (tj. zhruba jeden týdně). Jednalo se o články zaměřené proti Edvardu Benešovi a československé exilové vládě, propagující spolupráci s Němci, antisemitské příspěvky a jiná témata (jako články z kulturní oblasti).
Vladimír Krychtálek byl jedním ze třiceti nositelů nejvyššího stupně vyznamenání Čestný štít protektorátu Čechy a Morava s orlicí sv. Václava (tzv. ”Svatováclavská orlice”) III. stupně se zlatým věncem.

### Soud a trest
14. května 1945 byla na Vladimíra Krychtálka uvalena zajišťovací vazba. Krátce nato vstoupily v platnost retribuční dekrety presidenta republiky ze dne 19. června 1945. Před Národním soudem vystupoval Vladimír Krychtálek i jako svědek v jiných procesech, zejména proti Rudolfu Beranovi.
Hlavní líčení proti Vladimíru Krychtálkovi bylo zahájeno 8. dubna 1947 a denní tisk o něm průběžně informoval. Spolu s ním byli souzeni Jaroslav Křemen (1908–1978, šéfredaktor deníků A-Zet a Lidový deník), Karel Werner (1906–1947, šéfredaktor Poledního listu a Večerního Českého slova) a v nepřítomnosti Emanuel Vajtauer.
Vladimír Krychtálek byl popraven 22. dubna 1947 na základě rozsudku z téhož dne. Rozsudek byl v tisku oznámen 23. dubna 1947.

## Dílo

### Příspěvky do časopisů a deníků
Vladimír Krychtálek byl autorem příspěvků do více deníků a časopisů. Své texty psal pod vlastním jménem nebo, v případě příspěvků z Moskvy, pod pseudonymem Aleksejev. Příklady jeho článků jsou uvedeny výše.

### Knižní tvorba
Vladimír Krychtálek je autorem dvou knih, které vydal pod pseudonymem Vladimír Korda:
- Trojitá koruna (dnes zapomenutý historický román ze Starého Babylonu, vydala Novina, Praha, 1941 a Literární a umělecký klub, Praha, 1943)
- Bolševici, Beneš a my[26] (vydal Orbis, Praha, 1941)[p. 3]

Na této knize jsou dodnes nejzajímavější kapitoly, které přinášejí postřehy a osobní zkušenosti autora z doby pobytu v Sovětském svazu. S těmito kapitolami se prolínají antibenešovské a antisemitské pasáže.